# Dávid Nagy
Dávid Nagy (14 de julio de 1999) es un deportista húngaro que compite en esgrima, especialista en la modalidad de espada.
Participó en los Juegos Olímpicos de París 2024, obteniendo una medalla de oro en la prueba por equipos (junto con Tibor Andrásfi, Máté Koch y Gergely Siklósi). En los Juegos Europeos de Cracovia 2023 consiguió una medalla de oro en la misma prueba.

## Palmarés internacional
| Juegos Olímpicos | Juegos Olímpicos   | Juegos Olímpicos | Juegos Olímpicos   |
| Año              | Lugar              | Medalla          | Prueba             |
| ---------------- | ------------------ | ---------------- | ------------------ |
| 2024             | París (Francia)    | Medalla de oro   | Espada por equipos |
| Juegos Europeos  |                    |                  |                    |
| Año              | Lugar              | Medalla          | Prueba             |
| 2023             | Cracovia (Polonia) | Medalla de oro   | Espada por equipos |